# 三九政变
三九政变，日本称为明号作战（Meigo Sakusen），是由日本军于1945年3月9日在法屬印度支那发动的一场政變，其后续冲突延续到5月15日，最终日军完全推翻了法屬印度支那的殖民政府。

## 背景
1940年6月22日，法國和德國簽訂第二次貢比涅停戰協定。7月10日法國議會將權力轉移到贝当元帅，建立了傀儡政權维希法国。日军趁法國戰敗入侵法属印度支那并完全控制该地，但是宣布效忠维希法国的法国殖民政府仍然存留。随着轴心国在第二次世界大战中的战况趋于恶化，日本内部出现了解散维希殖民政府的意见。
1944年底盟軍解放法國，並且開始從西邊收拾德國，戴高乐领导的法兰西共和国临时政府从阿尔及尔迁入巴黎。此时，印度支那虽然在日本侵略军的占领之下，由日本监控下的法属印度支那总督让德句当局仍实行直接的殖民管理。但是，驻扎在印度支那的约5万人法国殖民军（其中欧洲人约1.2万）没有完全接受日本军队的指挥。随着印度支那法国殖民军和法国殖民当局逐渐倒向戴高乐政府，日本开始陆续向印度支那增兵。
截止1945年1月，日本在印度支那的兵力已经从3.5万人增加到6万人。为防止法国殖民军配合盟军登陆，免除腹背受敌之虞，日本先是支持保大成立“越南帝国”，以实现越南“独立”为名，要求法国印度支那殖民军服从日本军队的指挥。日本第38军制定了推翻法属印度支那政府的作战计划，称明号作战。

## 双方兵力

### 日军
- 第38军（司令官土桥勇逸中将），约30,000人
  - 第21师团：负责河內市、北圻西部、老挝北部以及中圻西北部
  - 第22师团（一部分）：监视中国南部边境
  - 第37师团：负责谅山市、海防市以及北圻东部
  - 第2师团第29步兵联队（主干）：负责柬埔寨
  - 第34独立混成旅团：负责中圻南部
  - 第34独立混成旅团：负责西贡与南圻
- 第一南遣舰队小型舰艇、飞机若干

### 法军
法军的主力主要由印度支那原住民组成，另驻由第5外籍步兵连。
法军多装备旧式武器，坦克只配备有雷诺FT-17型，但在谅山一带筑有要塞。法军共有约65,000人，其中48,500人是原住民。
- 法属印度支那军（河内，埃梅中将），法籍与外籍士兵12,000人，印支原住民35,000人
  - 北部集团军卡米尔·萨巴蒂埃（英语：Gabriel Sabattier）中将：负责北圻
  - 中部集团军（修洛甘中将）：负责中圻和老挝
  - 南部集团军（蒂洛修库中将）：负责南圻和柬埔寨
  - 武装警察队
  - 海军：
    - 法国远东舰队：通报舰（Aviso）等数艘
    - 印度支那舰队：河川舰艇等数艘

## 经过

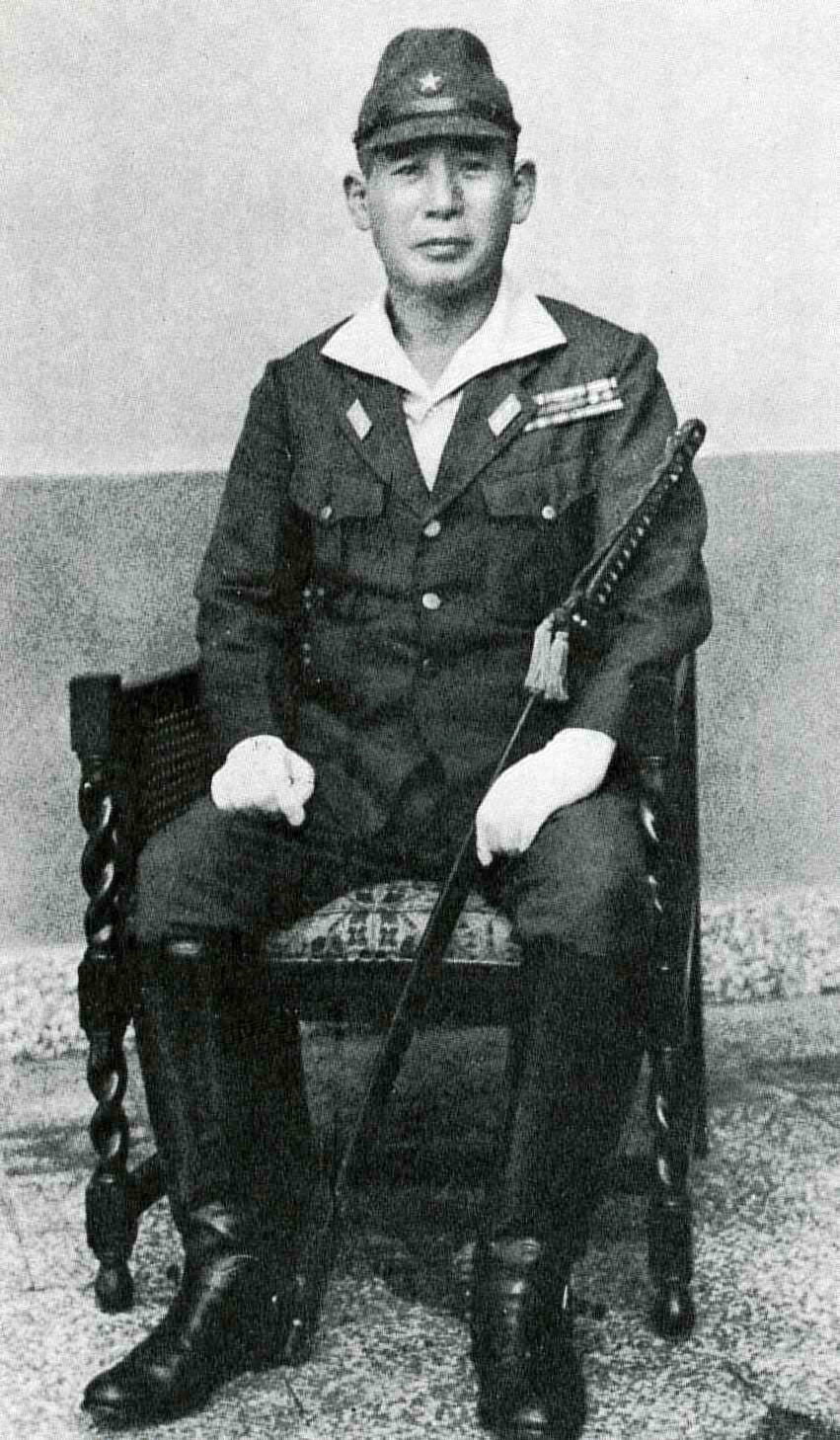
日本第38军司令官土桥勇逸中将

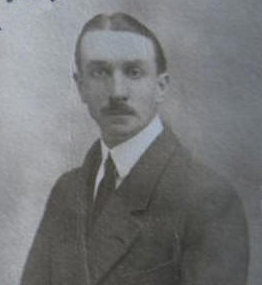
法属印度支那总督让德句

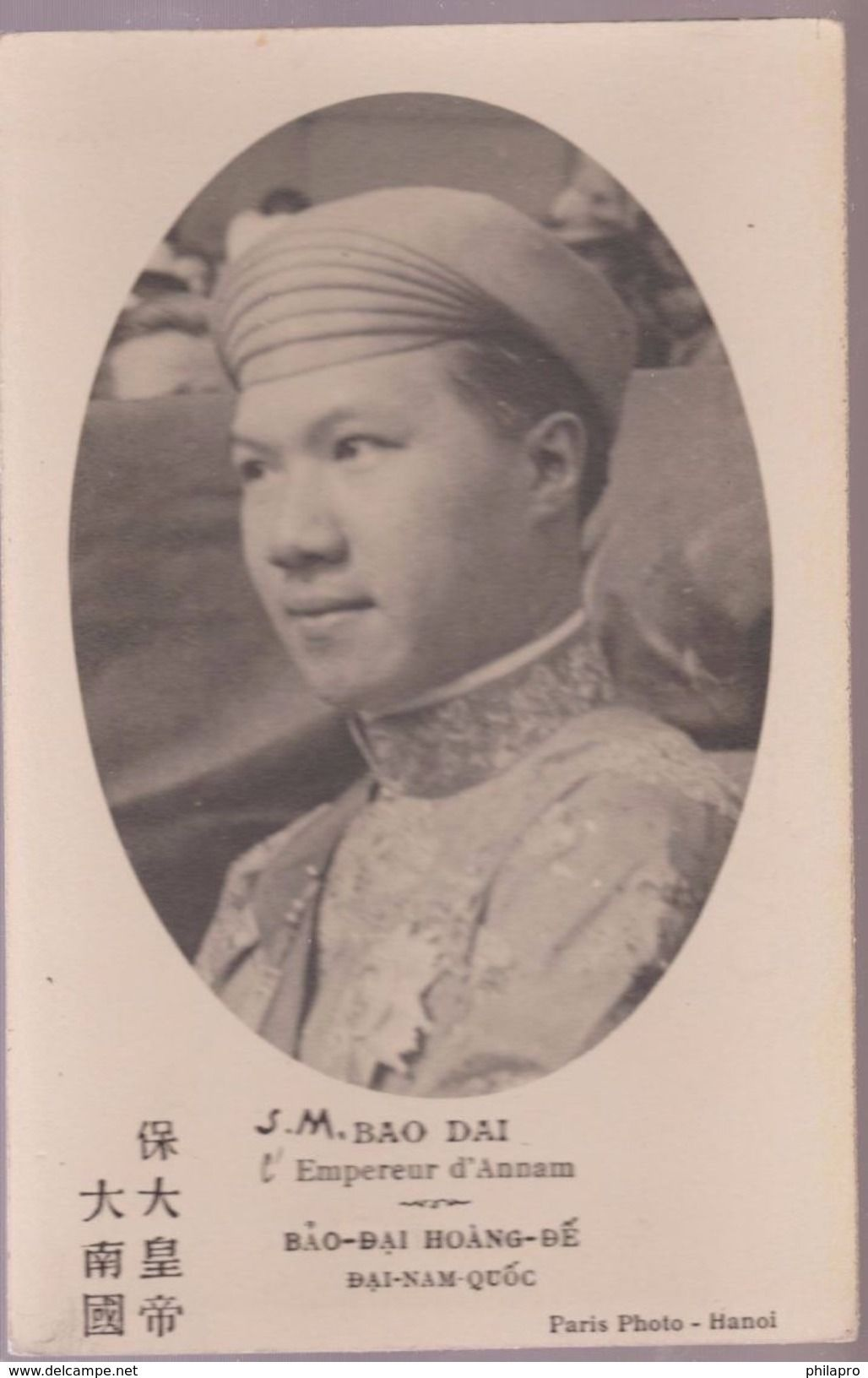
越南皇帝保大帝

### 最后通牒
基于日军大本营的指令，第38军司令官土桥勇逸决定于1945年3月9日晚21时发起作战。日军计划先向法国殖民政府发出最后通牒：“鉴于美军随时可能登陆，法国殖民军必须接受日本军的指挥。”若法方同意，则在既定时间前5分钟发报，内容为“3·3·3”；若拒绝则发“7·7·7”，后日军将在第一轮攻势中迅速突破法军阵地。
3月9日18时，日方驻法屬印度支那大使松本俊一前往西贡，以商谈水稻交易为由会见了印度支那总督让德句。在双方签署协定完毕后，松本向法方提出了最后通牒，要求法方在2小时内给予答复。最后通牒的内容大致为：
- 法国驻印度支那军队以及武装警察需全部接受日本军指挥，并将交通及通讯机构的管理权交予日方；
- 依日方要求，在全法属印度支那宣告与日方开始全面的“忠实合作”。

让德句立即召集政府官员进行研究后，为了与河内方面继续研究对策，他请求日方放宽期限。但是日军将此理解为拒绝接受最后通牒，于是在当日21时55分，日军各个部队已经作好战斗准备（其中步兵第228连队抢先发动攻击），21时20分土桥勇逸下发“7·7·7”的总攻击令，第一轮战斗开始。21时25分，法方代表来到日军司令部要求停止敌对行动，被日方因拒绝答复最后通牒为由拒绝。

### 首轮战斗
日军在3月9日晚成功夜袭法军阵地，到第二天大部分法军据点都已被日军攻占。在西贡，日军到来后缺编的法军几乎无还手之力，1小时后各个驻屯地都被日军控制，而殖民政府总督让德句也被俘虏。在北方的谅山市、海防市等地，法军利用要塞和日军进行了激烈战斗，法军损失惨重，于3月12日投降。法军舰艇大部分都遭到日军空袭而沉没，或是被日军占领。而日军的损失相对较小，第37师团有189人阵亡，300人受伤。在第一轮攻势中投降的法军都被缴械，拒绝被缴械的法军士兵都遭到屠杀。日军所遇到最激烈的抵抗是在諒山省的同登，当地有一支北圻步枪兵团和炮兵部队，他们坚守此地共3天，战败后被屠杀。

### 殖民地的独立
法国殖民政府在三九政变过后被瓦解，其统治地位被日本取代。而在其殖民地上新建立了越南帝国、寮王國和柬埔寨王国三个君主制国家，君主分别为保大帝、西萨旺·冯和諾羅敦·西哈努克。
越南的保大帝于3月11日宣布独立并与日本合作，历史学家陈仲金成为首相。柬埔寨的诺罗敦·西哈努克也于3月13日宣布柬埔寨独立，首相为先前被放逐到日本的民族主义者山玉成。老挝的西萨旺·冯作为一个亲法者，并不同意独立建国，但他于4月8日被迫宣布老挝独立，首相是民族主义组织“自由老挝”的佩差拉亲王。
該宣言取消了1884年《第二次順化條約》中所規定的安南與法屬印度支那之間的一切關係，宣告越南成為一個獨立自主的國家。該宣言同時承認大日本帝國在東亞的領導權。4月7日，陳仲金領導的越南帝國政府正式成立。
越南帝國成立後，名義上領土範圍涵蓋法國中圻欽使管轄的中圻和北圻統使管轄的北圻，但不包括兩次《西貢條約》割讓給法國的南圻和《第二次順化條約》割讓給法國的河內、海防和峴港三座城市。

### 后续战斗
在第一轮作战结束后，法军损失惨重。日军此后发动了以接管印度支那重要设施为主的第二轮战斗，以及以扫荡法军残部为主的第三轮战斗。在第三轮战斗中，由于法军的一些山岳据点易守难攻，给日军造成了一定麻烦。日军原定于4月初结束整个行动，但因为山区法军的极力抵抗而被迫推延至5月19日结束。

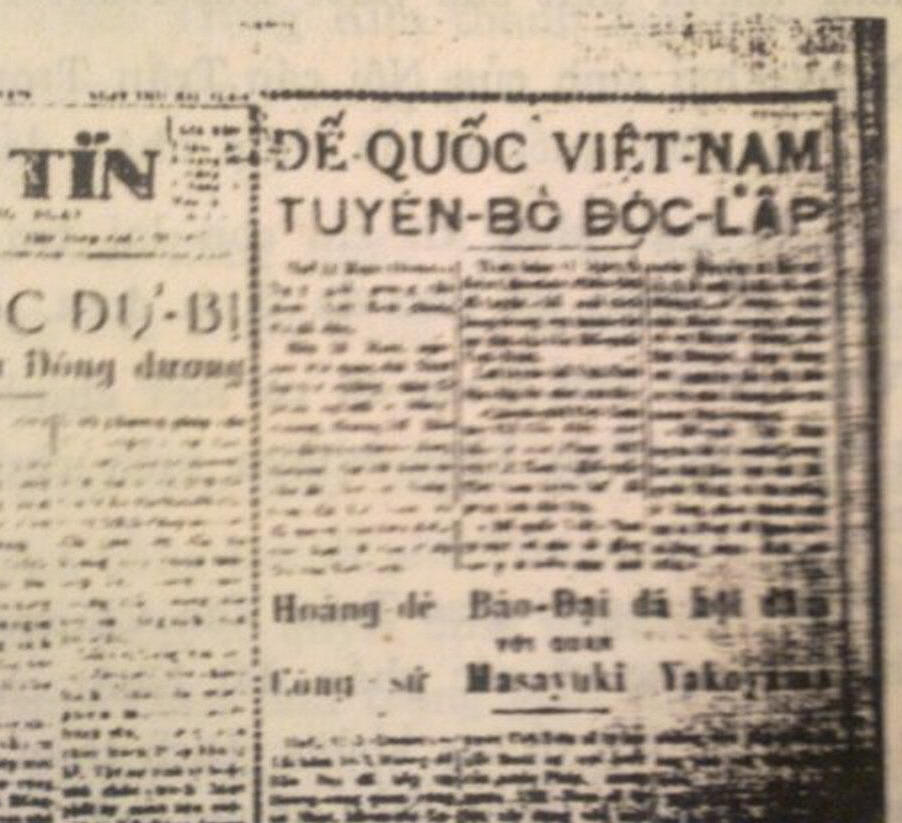
《電信》日報
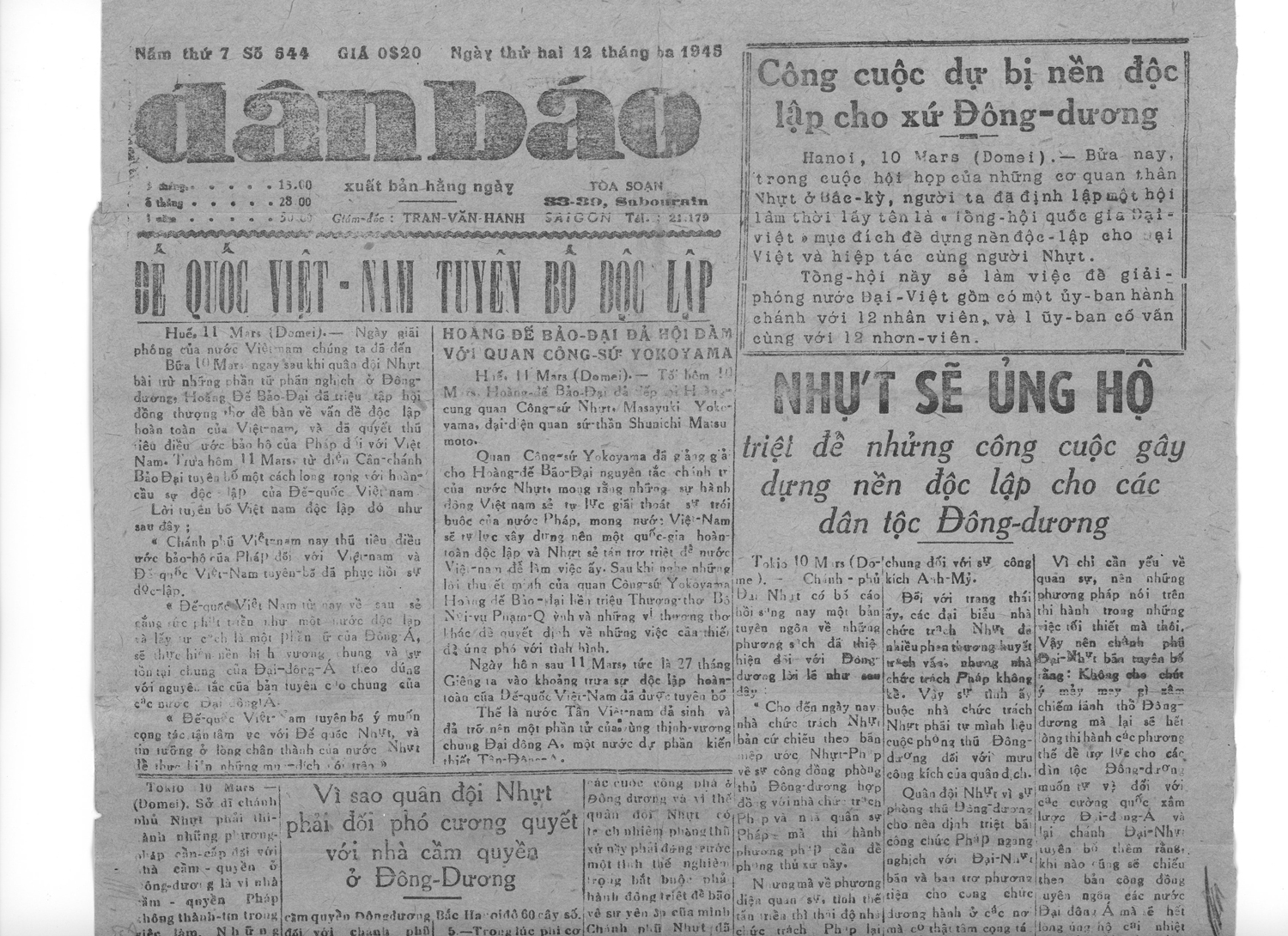
《民報》1
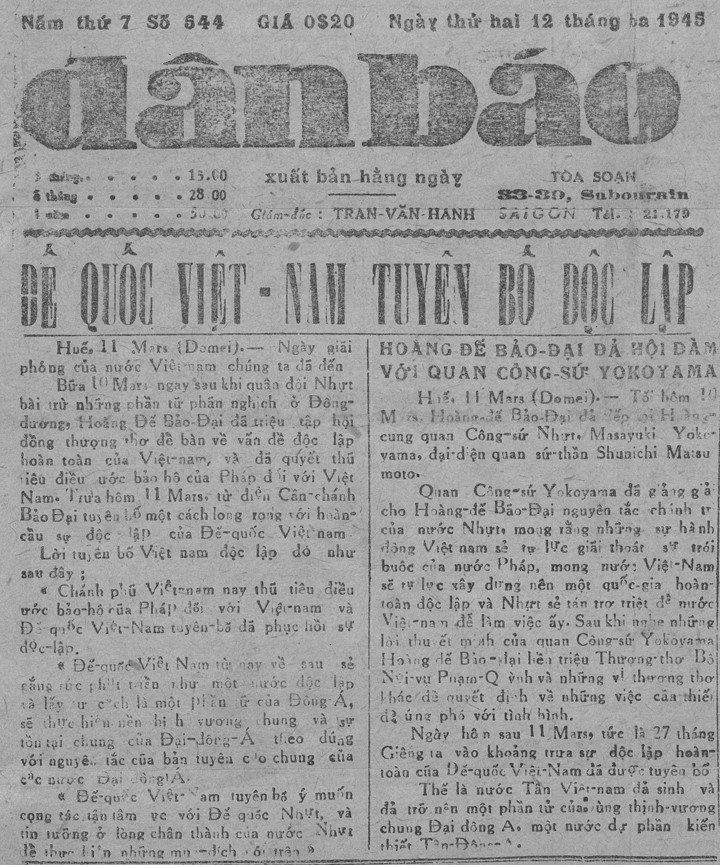
《民報》2
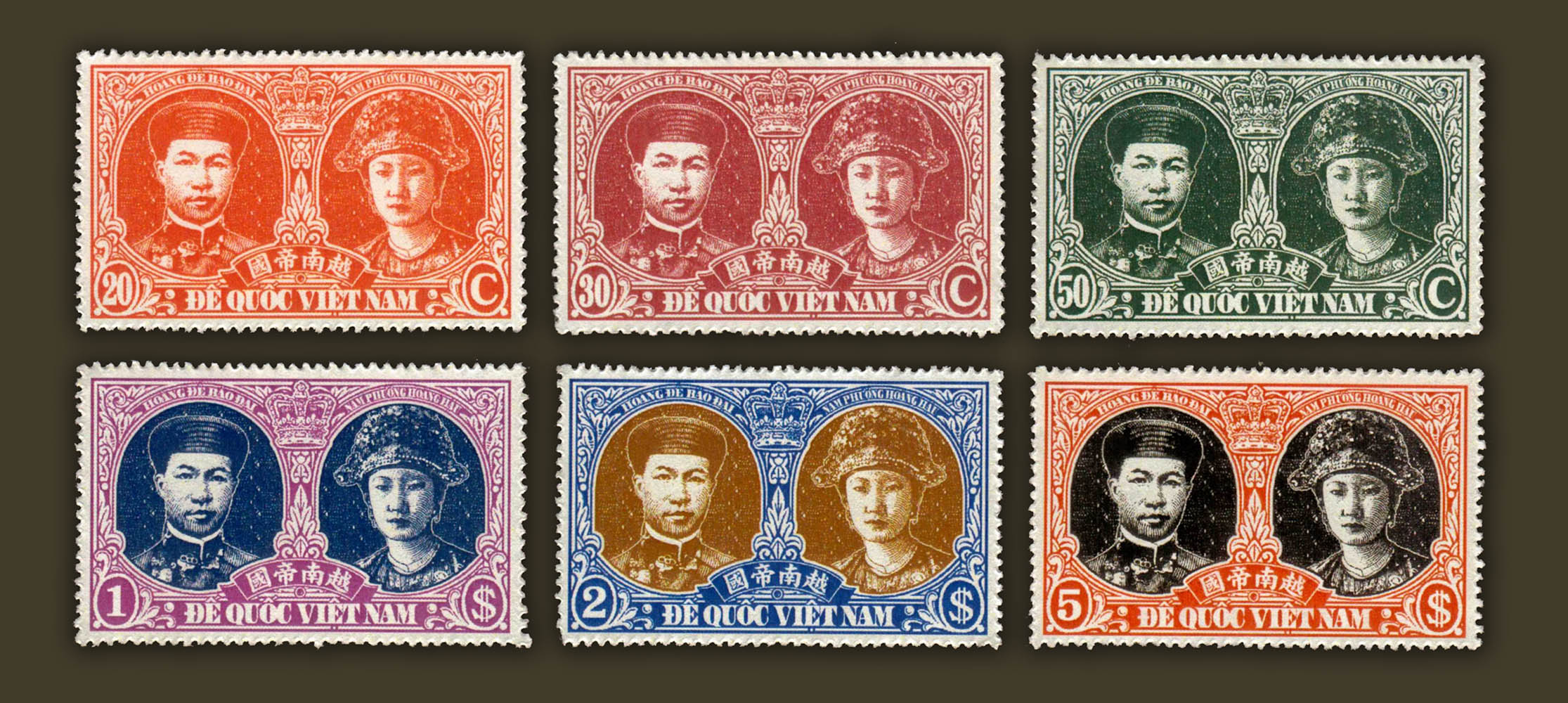
紀念郵票
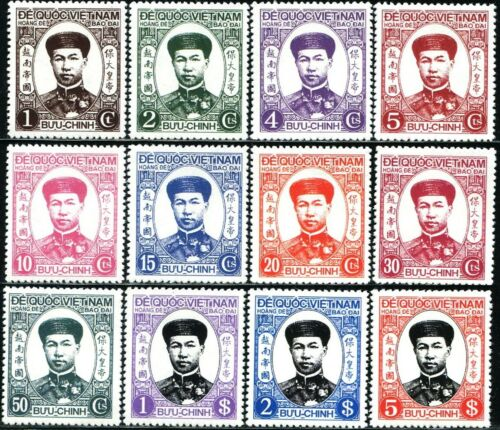
保大皇帝
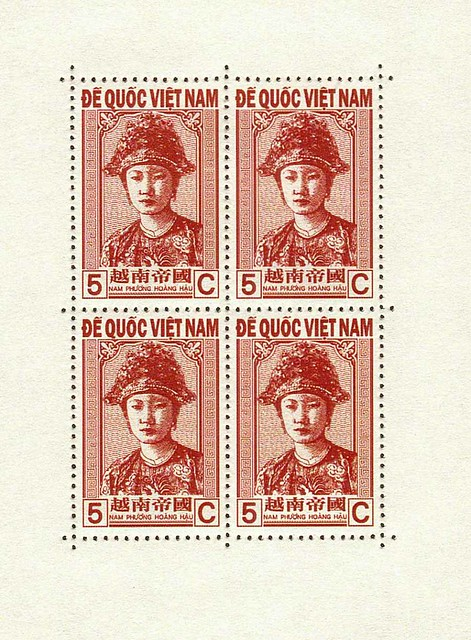
南芳皇后

## 结果

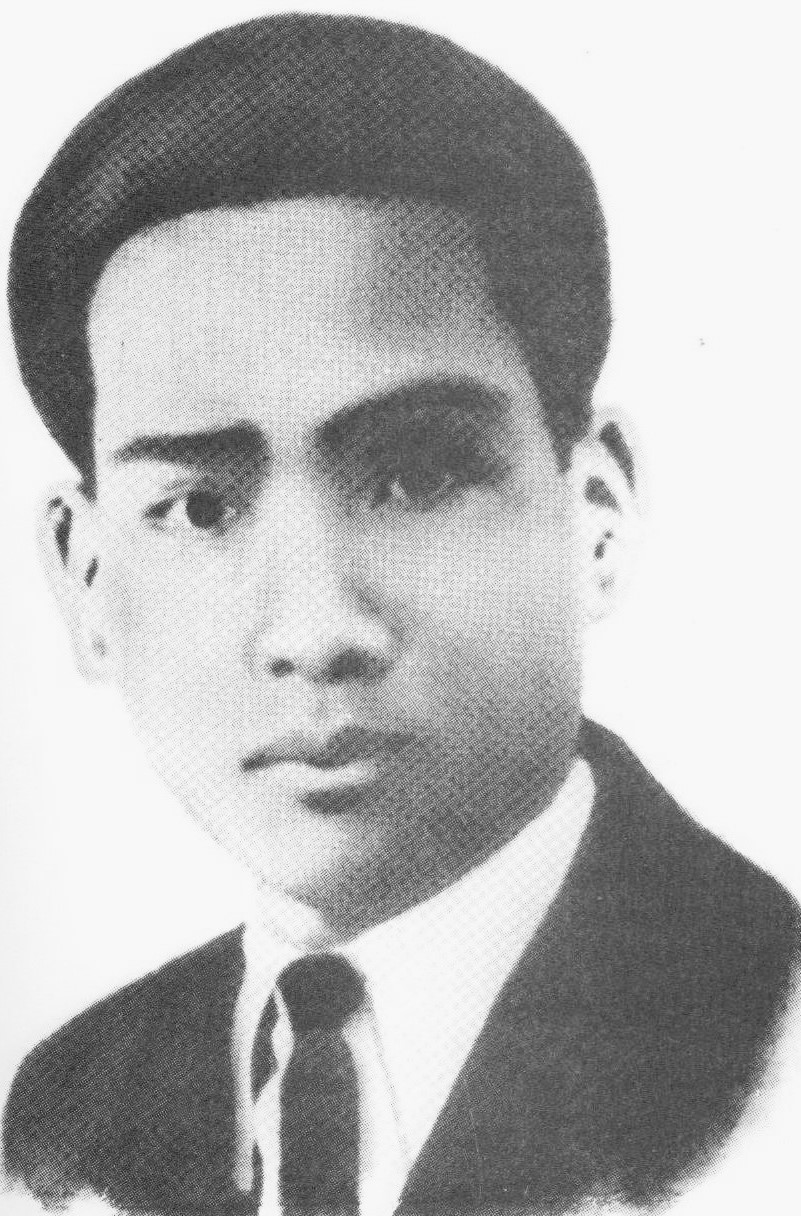
張子英

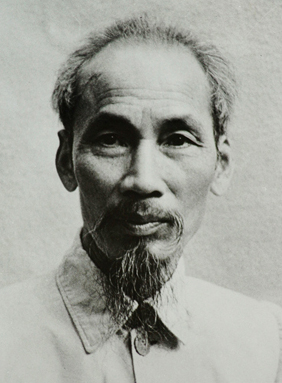
胡志明

1945年三九事件导致法国的殖民统治被日本彻底取代。法国驻扎在印度支那的军队和法国殖民当局全部被解散，被俘的法国军政人员及其他法籍居民，统统被关进集中营。
1945年3月13日中法达成《解决两国悬案之换文协定》。1945年5月，驻扎在越北的约5700名军人（其中3200人为印度支那军人），走投无路，在日军追击下，大部分由法国驻越北殖民军“红河西部”集群（groupement Ouest du fleuve Rouge）司令马塞尔·亚历山得利准将率领经奠边府、丰沙里退入云南西双版纳境内，另一小部分退入广西境内。国民政府命令陆军总部就地安顿法军并给予盟军同等待遇。马塞尔·亚历山得利晋升少将军衔。1945年6月11日马塞尔·亚历山得利被任命为在华法军司令。
法国要求美国给予空援。罗斯福认为法国在印度支那的存在已告终结，遂坚持拒绝戴高乐的再三求助。惟有陳納德派出了空军部队来协助法军撤退。此外，自1944年末便开始在印度支那开展小规模战斗的英军“136部队”在此次政变后和法军联合发动了反日游击战，但他们自始至终都没能发动更大规模的战斗。老挝的游击队虽然缺乏火力，但是他们仍旧在农村地区建立了根据地；胡志明领导的越南独立同盟会也在越南北部农村建立了根据地。由于没有能力发动全面战争，越盟在越南发动了多次针对日军哨所的突袭。巴黎方面也成立了“远东远征军”，目标是夺回印度支那。
隨著美國投下原子彈與蘇聯入侵滿洲，日本天皇裕仁最终于1945年8月宣布日本投降，在印度支那留下了三个缺乏经验的新国家。越南獨立同盟會利用权力真空发展壮大，并发动八月革命推翻了越南帝国和阮朝。胡志明在1945年9月2日发表独立宣言，宣布建立越南民主共和国。
同时，英军第20印度师和中国國民革命軍分别进入法属印度支那的南部和北部解除日军武装。9月，法國的“远东远征军”进入印度支那。在中国支持下，越南共产党与越南國民黨合作组成了越南民主共和国的第一届内阁，南部的英军则逐步归权于印度支那原有的统治者法国。柬埔寨的山玉成被法国人逮捕，西哈努克于10月宣布取消独立。老挝的佩差拉亲王在10月罢黜国王，但独立的老挝没能再抵挡住法军的推进，佩差拉亲王也在1946年4月逃往泰国。

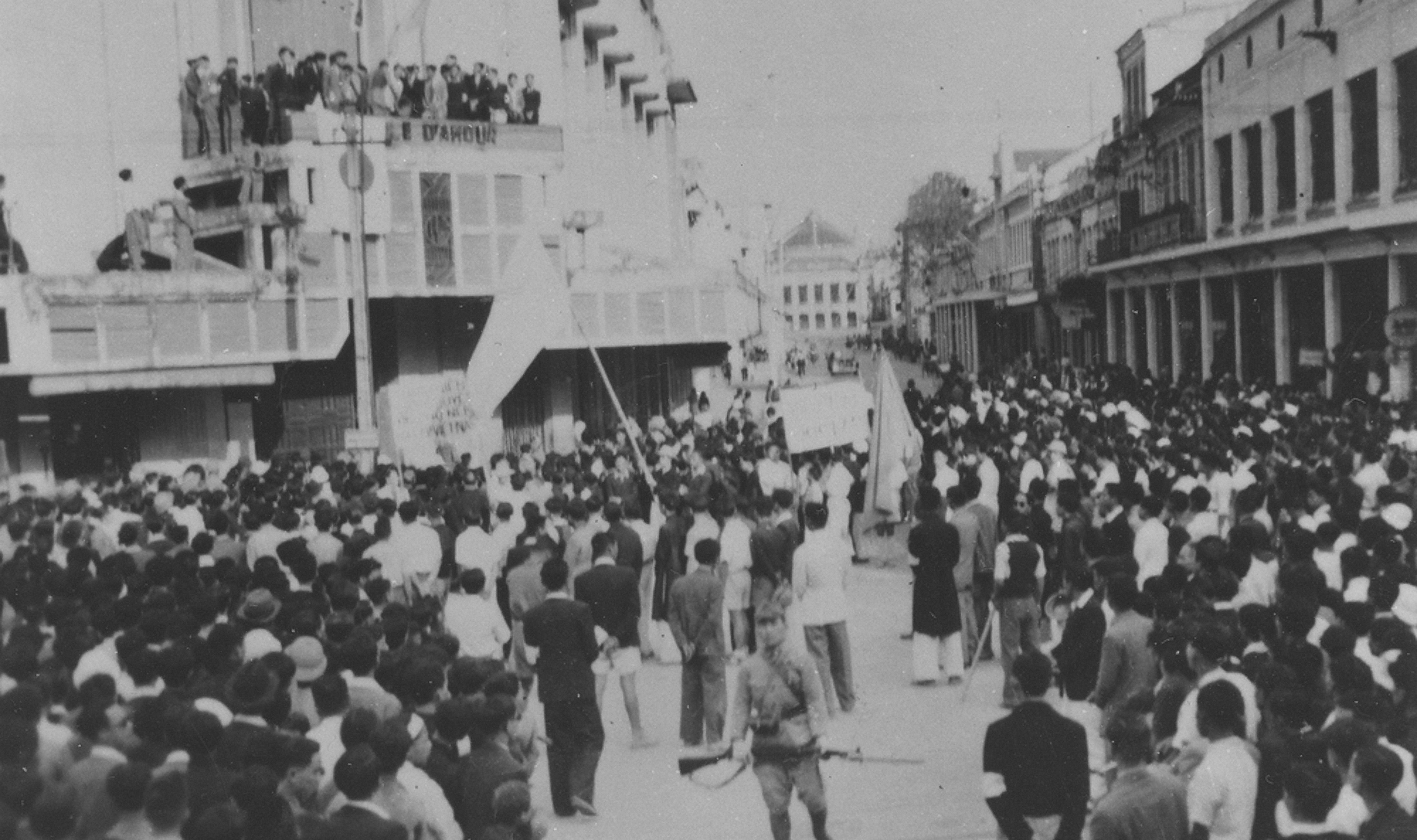
1945年03月13日河內市钱场街，安南青年會歡迎獨立之諭。

### 引用
1. ↑  Bernard Fall, Street Without Joy, Stackpole Books, 1994, p.25
2. ↑  Marr, David G. (1995). Vietnam 1945: The Quest for Power. University of California Press. p 51
3. ↑  Kiyoko Kurusu Nitz (1983), "Japanese Military Policy Towards French Indochina during the Second World War: The Road to the Meigo Sakusen (9 March 1945)", Journal of Southeast Asian Studies 14(2): 328–53.
4. ↑  Jacques Dalloz, La Guerre d'Indochine, Seuil, 1987, pp 56–59
5. ↑  柘植久庆，原書房，1986年，第145頁。
6. ↑  Rives, Maurice. Les Linh Tap. p. 93. ISBN 2-7025-0436-1.
7. ↑  日本外务省，原書房，1960年，606－607页。
8. ↑  Windrow, Martin (2004). The Last Valley. Weidenfeld & Nicolson.
9. ↑  Rives, Maurice. Les Linh Tap. p. 95. ISBN 2-7025-0436-1.
10. ↑  藤田丰（1980年），第538页
11. ↑  Lebra, Joyce C. Japan's Greater East Asia Co-Prosperity Sphere in World War II: Selected Readings and Documents. New York: Oxford University Press, 1975, trang 157, 158, 160
12. ↑  戴高乐:《战争回忆录》第三卷《拯救(1944-1946)》,第217-218页。
13. ↑  陈修和:《抗战胜利后国民党军入越受降纪略》,载《文史资料选辑》第七辑,第14-15页。
14. ↑  保尔-玛丽·德拉戈尔斯著,曹松豪译:《戴高乐传》上册,第775-776页。
15. ↑  Bernard Fall, Street Without Joy, Stackpole Books, 1994, p.24-25
16. ↑  Laurent Cesari, L'Indochine en guerres, 1945-1993, Belin, 1995, pp 30-31
17. ↑  Philippe Devillers, Histoire du Viêt Nam de 1940 à 1952, Seuil, 1952, page 133

### 外部連結
- Ngày độc lập nào cho Việt Nam ? （页面存档备份，存于）
- Lê Xuân Khoa, Huế năm 1945 và chính phủ Trần Trọng Kim
- Phạm Cao Dương, Về chính phủ của Bảo Đại và Trần Trọng Kim, phần 1; đăng lại tại: Về chính phủ của Bảo Đại và Trần trọng Kim  （页面存档备份，存于）
- Những nỗ lực của cựu hoàng Bảo Đại 的存檔，存档日期2014-09-08.
- Hà Thúc Ký. Sống còn với Dân tộc. ?: Phương Nghi, 2009.